# Модел на развитата пригодност
Модел на развитата пригодност (капацитетност) (на английски: Capability Maturity Model) (регистрирана марка за услуга на Университет Карнеги Мелон) е модел за разработка, който е създаден след изследване на събрани данни от организации, сключили договори с американското Министерство на отбраната, което финансира изследването. Този модел става основата, на която УКМ създава своя Институт за софтуерно инжeнерство. Като всеки модел, това е абстракция на вече съществуваща система.
Когато моделът на развитата пригодност е прилаган към процеса на софтуерно разработване в компании, той позволява да се приложи един ефективен подход към тяхното подобряване. В действителност при прилагането му става ясно, че той може да се прилага и върху други процеси. Това дава основата за създаването на една по-обща концепция, която е приложима в бизнеса.